# Wendy Froud
Wendy Froud, nata Wendy Midener (Detroit, 1954), è una scultrice statunitense naturalizzata inglese, conosciuta per la realizzazione di manufatti, bambole e pupazzi tra i quali il più famoso è il personaggio Yoda della celebre saga di Guerre stellari.

## Biografia
Nata in una famiglia di artisti, dal pittore Walter Midener e da Peggy Midener, famosa per i suoi collage. Ha conseguito un Bachelor of Fine Arts al College for Creative Studies.
Ha lavorato per la compagnia di Jim Henson nei film The Dark Crystal, Labyrinth - Dove tutto è possibile e anche per il Muppet Show. La sua opera è rappresentata in tre libri per l'infanzia, elaborati in collaborazione con Terri Windling: A Midsummer Night's Faery Tale, The Winter Child e The Faeries of Spring Cottage.
È coniugata con l'illustratore inglese Brian Froud, e insieme formano un sodalizio professionale per l'arte fantasy internazionale. Hanno avuto un figlio, Toby Froud, anch'esso artista.